# Maria Teresa Gavarró i Castelltort
Maria Teresa Gavarró i Castelltort (Igualada, 25 d'agost de 1915 - Sabadell, 16 de juliol de 1986) va ser una pedagoga catalana.

## Biografia
Després de cursar l'ensenyament primari a Igualada, M. Teresa Gavarró se n'anà a estudiar a l'Escola Suïssa de Barcelona, d'on sortí als 17 anys amb el títol de Mestra de Primera Ensenyança. El 1940, l'obtenció d'una plaça provisional de mestra la portà a Sabadell, on estigué molts anys exercint el magisteri a l'escola pública de la Creu Alta, a l'escola Carme Tronchoni i al col·legi Sallarès i Pla. A part de l'activitat docent, M. Teresa Gavarró es llicencià en Història i Geografia a la Universitat Autònoma de Barcelona i va participar en moltes activitats socials de la ciutat; va ser membre de la Delegació de la Protecció de Menors, de la Junta Municipal d'Ensenyament, de l'Associació per la Lluita contra el Càncer, de l'Escola d'Infermeres Epione, de la delegació local de la Creu Roja; va ser també vocal d'Acció Social, consellera de l'Obra Social de la Caixa d'Estalvis de Sabadell i membre de la Fundació Bosch i Cardellach i de Càritas.
A les múltiples activitats que portà a terme, s'hi ha d'afegir la publicació dels estudis: Opcions professionals femenines a Sabadell, Notes d'història de la professió d'infermera i Servei Social de Grup. Cal recordar, encara, que va ser la primera alumna de l'Escola de Formació Social de Sabadell-Terrassa i que, en graduar-se, passà immediatament a ser-ne professora.
El 1983, l'Ajuntament de Sabadell la nomenà filla adoptiva de la ciutat i l'any 2006 li dedicà una plaça.